# Damian Byrtek
Damian Byrtek (Bielsko-Biała, 7 marzo 1991) è un calciatore polacco, difensore svincolato.

## Palmarès

### Club

#### Competizioni nazionali
- Campionato polacco: 1

Piast Gliwice: 2018-2019